# Libnotes caledoniana
Libnotes caledoniana là một loài ruồi trong họ Limoniidae. Chúng phân bố ở miền Australasia.